# Samsung Galaxy A70
El Samsung Galaxy A70 es un teléfono inteligente de gama media-alta desarrollado por Samsung Electronics como parte serie Galaxy A. El teléfono se lanzó con Android 9 (Pie) y con la interfaz de usuario de Samsung, One UI, 128 GB de almacenamiento interno y una batería de 4500 mAh. El A70 se presentó en Corea del Sur el 26 de marzo de 2019.

## Características

### Hardware
El Samsung Galaxy A70 viene con una pantalla Super AMOLED Infinity-U FHD+ (1080x2400) de 6.7”, con una muesca en forma de U para la cámara frontal, similar al Galaxy A50. El teléfono tiene versiones de 6GB y 8GB de RAM, y tiene 128GB de almacenamiento interno que se puede expandir hasta 1TB a través de una tarjeta microSD.
El teléfono mide 164.3 x 76.7 x 7.9 mm (6.47 x 3.02 x 0.31 en) y pesa 183 g, y una batería de 4500 mAh.
El teléfono también posee un modelo dual-SIM, jack de 3 5 milímetros, y soporte de carga rápida de 25W con un puerto USB-C.

#### Cámaras
El teléfono posee una cámara de triple lente que consta de una lente gran angular de 32MPƒ/1.7, una lente ultra gran angular de 8MP ƒ/2.2 y un sensor de profundidad 3D de 5MP. La cámara de triple lente puede crear un efecto Bokeh a través del sensor de profundidad 3D. Hay una cámara selfie de 32MP ƒ/2.0. La cámara también tiene la tecnología de optimización de escenas de Samsung que reconoce 20 escenas diferentes y ajusta automáticamente la cámara. El teléfono también puede grabar videos en 4K y en cámara superlenta a través de la aplicación de la cámara.

### Software
El Samsung Galaxy A70 se ejecuta en Android 9.0 Pie con la interfaz de usuario One UI de Samsung, que reposiciona el área táctil en las aplicaciones estándar de Samsung hacia la parte inferior, lo que facilita la interfaz para el uso con una sola mano en una pantalla grande. Las características incluyen Bixby, Asistente de Google, Samsung Health y Samsung Pay, aunque el botón Bixby no está incluido.
El 27 de septiembre de 2019, se lanzó en India una versión mejorada del A70, el A70s. El teléfono posee las mismas especificaciones que el A70, excepto por las mejoras en la cámara y el cambio de diseño. La cámara principal de 32MP ƒ/1.7 se ha cambiado a una cámara principal de 64MP ƒ/1.8 que puede unir cuatro píxeles en uno, creando una imagen de 16MP que mejora el rendimiento con poca luz. El teléfono también presenta un video súper estable como el Samsung Galaxy Note 10 y un modo nocturno. El diseño del teléfono se ha cambiado a un diseño de "prisma 3D" con una parte posterior brillante.

## Sucesor
El A71 se anunció el 12 de diciembre de 2019 como sucesor del A70s. El dispositivo tiene una pantalla Infinity-O con el mismo tamaño y resolución que los A70 y A70s, una nueva cámara macro y una cámara ultra gran angular de mayor resolución, viene con Android 10 y One UI 2.0, nuevas opciones de color y un SoC Snapdragon 730 más potente. Fue lanzado el 31 de enero de 2020.

## Recepción
El Galaxy A70 recibió críticas positivas por parte de los críticos. Nathan Spendelow y Matt Breen de Expert Reviews dieron una puntuación de 5 sobre 5, calificándolo como el mejor teléfono de gama media de Samsung y elogiando su matriz de cámara triple, batería de 4500mAh y pantalla, mientras criticaban el rendimiento más lento en comparación con el A50. John McCann de TechRadar también describió positivamente la pantalla Super AMOLED y la batería grande del teléfono. GSMArena.com le dio al teléfono una calificación de 3.8 sobre 5, llamándolo un "guardabosques medio muy equilibrado", elogiando la cámara, la batería y la pantalla SAMOLED del teléfono, mientras criticaba el rendimiento de la cámara con poca.